# Alfred Tarski
Alfred Tarski (eredeti neve: Teitelbaum, lengyelül: Tajtelbaum; Varsó, 1901. január 14. – Berkeley, Kalifornia, 1983. október 26.) lengyel matematikus, a varsói matematikai iskola kiemelkedő alakja, akit a négy legnagyobb logikus közé sorolnak Arisztotelész, Frege és Gödel mellett. Zsidó származású volt, de fiatalon katolizált és nevet változtatott.
Tanulmányait a Varsói Egyetemen (Uniwersytet Warszawski) folytatta, ahol logikát és filozófiát hallgatott Tadeusz Kotarbiński, Stanisław Leśniewski, Jan Łukasiewicz és Wacław Sierpiński tanítványaként. Utóbbinak az egyetlen doktori (PhD-) hallgatója volt. Matematikatanárként indult, majd meghívást kapott, hogy az 1939–1940-es tanévet a Harvard Egyetemen töltse. 1939 augusztusában – a második világháború kitörése és Lengyelország német megszállása előtt közvetlenül – az utolsó hajók egyikével utazott el az Egyesült Államokba. Csak 1946-ban láthatta ismét feleségét és két gyermekét. Közben az USA állampolgára lett. 1942-től élete végéig a University of California, Berkeley tanáraként és kutatójaként dolgozott.
Fő kutatási területe az algebra, az algebrai logika, a mértékelmélet, a matematikai logika, a halmazelmélet és a metamatematika volt. Korszakalkotó módon járult hozzá a szimbolikus logikához, a logikai szemantikához és a nyelvfilozófiához azáltal, hogy definíciót adott a formális nyelvek igazságfogalma számára. E definíciónak a következménye az igaz mondatok jellemzésére vonatkozó híres Tarski-féle T-séma.

## Élete

### Lengyelországi évek
Szülei, Róża és Ignacy Teitelbaum az átlagosnál jobb körülmények között élő lengyel zsidók voltak. Középiskolai tanulmányait a varsói Szkoła Mazowiecka iskolában végezte, itt mutatta meg matematikai tehetségét először. Ennek ellenére 1918-ban a Varsói Egyetem biológiai szakára iratkozott be. Még ebben az évben véget ért az első világháború és Lengyelország visszaszerezte a három felosztás folyamatában elvesztett függetlenségét. Az egyetem Łukasiewicz, Leśniewski, Sierpiński és más lengyelek vezetése alá került, és hamarosan a logika, a matematika és a matematikai filozófia világhíres kutatóhelyévé vált. Tarski matematikai képességeit Leśniewski ismerte fel, ő ösztönözte, hogy a biológia helyett kezdjen inkább matematikával foglalkozni. A váltás után Łukasiewicz, Sierpiński, Stefan Mazurkiewicz és Kotarbiński tanítványa lett. Leśniewskivel ugyanakkor hamarosan megromlott a személyes viszonya.
1923-ban testvérével, Wacław Teitelbaummal Tarskira változtatták a nevüket és római katolikus hitre tértek át, bár ő valójában ekkor már ateista volt. Döntését elsősorban az indokolta, hogy egyetemi előmenetele zsidóként akadályoztatva lett volna. A vallással kapcsolatos nézetei nem érintették a lengyelségével kapcsolatos érzelmeit. Otthonában élete végéig lengyelül beszélt, és mindig nyitva állt az ajtaja a lengyelek előtt.
Tanulmányait úgy fejezte be a Varsói Egyetemen, hogy ő lett a legfiatalabb, aki doktorátust szerzett ott. Pályája elején az egyetemen matematikát és logikát tanított, a Lengyel Pedagógiai Intézetben logikát, közben pedig Łukasiewicz asszisztenseként is tevékenykedett. Mivel ezek a munkái alacsony jövedelemmel jártak, a második világháború előtti európai gyakorlatnak megfelelően ő is vállalt középiskolai matematikai oktatást. A könyv-, tankönyv- és cikkírás mellett 1923 és 1939 között ez biztosította főképp a megélhetését.
1923-ban feleségül vette a római katolikus vallású Maria Witkowska tanárnőt, aki a lengyel-bolsevik háború idején futárként szolgált. Két gyermekük született. Jan fizikus lett, Ina pedig Andrzej Ehrenfeucht matematikus felesége.
Egy ízben megpályázta a Lwówi Egyetem filozófiai tanszékének vezetését, de azt Leon Chwistek nyerte el Bertrand Russell ajánlásával. 1930-ban a Bécsi Egyetemen látogatást tett Karl Menger kollokviumában, ekkor találkozott Kurt Gödellel. 1935-ben visszatért Bécsbe és Menger kutatócsoportjával dolgozott, majd Párizsba utazott, hogy a Unity of Science mozgalom első ülésén bemutassa az igazsággal kapcsolatos elméletét. 1937-ben a Poznańi Egyetem katedráját is megpályázta, ugyancsak sikertelenül. 1939-ben viszont meghívást kapott a Unity of Science kongresszusára, amit a Harvard Egyetemen rendeztek meg. A meghívás valószínűleg megmentette az életét, mivel 1939 augusztusában elhagyta Lengyelországot a szeptemberi német és szovjet invázió előtt.

### Élete az Egyesült Államokban
Az USA-ban nem akart hosszabb ideig maradni. Májusban elhunyt Leśniewski és abban reménykedett, hogy a megüresedett székét átveheti. Attól is félt, hogy feleségével és gyermekeivel mi fog történni a náci megszállás alatt Varsóban. A hazatérés azonban nem volt lehetséges és 1946-ig nem láthatta a szeretteit. A háború idején szinte valamennyi zsidó rokonát meggyilkolták a német megszálló hatóságok.
Kezdetben alkalmi oktatói és kutatói munkákból élt. 1939-ben a Harvard, 1940-ben a City College of New York, 1942-ben az Institute for Advanced Study in Princeton munkatársa volt. Utóbbi munka a Guggenheim Fellowship támogatásának volt köszönhető, itt ismét találkozott Gödellel. Végül 1942-ben meghívást kapott a Berkeley matematika tanszékére, ahol aztán pályafutása végéig dolgozott.
1945-ben amerikai állampolgárságot szerzett. Bár 1968-ban hivatalosan nyugdíjba vonult, de 1973-ig tanított és haláláig PhD-hallgatók vezetésével is foglalkozott. A matematikatudomány világában idővel nagy hírnévre tett szert. Erős akaratú, energikus, karizmatikus vezetőként és tanárként tartották számon, akivel nehéz volt lépést tartani. Mindazonáltal hallgatóit kiválóan tudta tanítani és ösztönözni, akik közül számos világhírű tudós lett. Összesen 24 személy – pl. Andrzej Mostowski, Bjarni Jónsson, Julia Robinson, Robert Vaught, Solomon Feferman, Richard Montague, James Donald Monk, Haim Gaifman, Donald Pigozzi, Roger Maddux, Chen Chung Chang és Jerome Keisler – PhD-témavezetője volt, s jelentős hatása volt Alfred Lindenbaum, Dana Scott és Steven Givant munkájára is. Öt női hallgatója volt, ami kiemelkedőnek számított kora társadalmi viszonyai között.
1950-ben és 1966-ban Londonban, 1955-ben Párizsban, 1974-1975-ben Chilében volt vendégelőadó. Számos tudós társaságnak is tagja volt, és számos egyetemen kapott tiszteletbeli címeket. 1944-1946 folyamán az Association for Symbolic Logic, 1956-1957-ben az International Union for the History and Philosophy of Science elnökeként tevékenykedett. Az Algebra Universalis tiszteletbeli szerkesztője is volt.
Első könyvét 19 éves korában jegyezte, s mintegy 2500 oldalnyi publikáció szerzője volt.

## Fontosabb művei

### Az igazság fogalma aformális nyelvekben
Nagy jelentőségű cikke Az igazság fogalma a formalizált nyelvekben. 1933-ban lengyelül, majd 1935-ben németül jelent meg. (A lengyel cím Pojęcie prawdy w językach nauk dedukcyjnych, a német Der Wahrheitsbegriff in den Sprachen der deduktiven Disziplinen. A német kiadás alapján sokszor hivatkoznak erre a munkára, mint a "Wahrheitsbegriff".)

### Melyek a logikai fogalmak?
Tarski posztumusz publikációja a Melyek a logikai fogalmak? (1986) című cikk, egy 1966-ban tartott előadását tartalmazza. Lényegében logikafilozófiai tárgyú cikk, mely arra keresi a választ és javasol egy értelmezést, hogy milyen entitásokat tekinthetünk tisztán logikai konstrukcióknak. Tarski Felix Kleinig (és az erlangeni programig) nyúl vissza, aki megfogalmazta, hogy mely matematikai objektumok a geometria tárgyai. Klein szerint egy geometriai elméletnek azok a fogalmai, melyeket bizonyos transzformációk invariánsan hagynak. Például az euklideszi síkgeometria minden objektuma (pontok, szakaszok, sokszögek, …) olyan, hogy a körüljárástartó egybevágósági transzformációk (eltolás, forgatás) nem változtatják meg azokat, abban az értelemben, hogy a pont pont, a háromszög háromszög, a szög szög marad.
Ebből kiindulva fogalmazta meg Tarski azt a tézist, mely szerint a logika fogalmai a legáltalánosabb fogalmak, azaz azok, melyeket minden lehetséges transzformáció invariánsan hagy. Ha tehát adott egy matematikai elmélet, mely egy H halmaz elemeiről alkot kijelentéseket (az ilyet matematikai struktúrának nevezünk), akkor magát a H halmazt és az {\displaystyle \emptyset } üres halmazt biztosan semmilyen transzformáció nem változtatja meg, így ezek logikai fogalmak. H értelmezhető úgy, mint az igaz igazságérték, {\displaystyle \emptyset } pedig mint a hamis. Hangsúlyozzuk, hogy Tarski ezen tanulmánya nem matematikai, hanem filozófiai természetű, így fogalmai bizonyos mértékben határozatlanok.

## Magyarul megjelent művei
- Bizonyítás és igazság. Válogatott tanulmányok; vál., szerk., bev., jegyz., irodalomjegyzék összeáll. Ruzsa Imre, ford. E. Bártfai László et al.; Gondolat, Bp., 1990

## Fordítás
- Ez a szócikk részben vagy egészben a Alfred Tarski című angol Wikipédia-szócikk ezen változatának fordításán alapul.  Az eredeti cikk szerkesztőit annak laptörténete sorolja fel. Ez a jelzés csupán a megfogalmazás eredetét és a szerzői jogokat jelzi, nem szolgál a cikkben szereplő információk forrásmegjelöléseként.